# اچ‌ام‌اس آن‌اسپارینگ (پی۵۵)
اچ‌ام‌اس آن‌اسپارینگ (پی۵۵) (به انگلیسی: HMS Unsparing (P55)) یک زیردریایی بود که طول آن ۵۸٫۲۲ متر (۱۹۱٫۰ فوت) بود. این زیردریایی در سال ۱۹۴۲ ساخته شد.